# Napomyza gymnostoma
Napomyza gymnostoma är en tvåvingeart som först beskrevs av Friedrich Hermann Loew 1858.  Napomyza gymnostoma ingår i släktet Napomyza och familjen minerarflugor.
Artens utbredningsområde är Polen. Inga underarter finns listade i Catalogue of Life.

## Bildgalleri

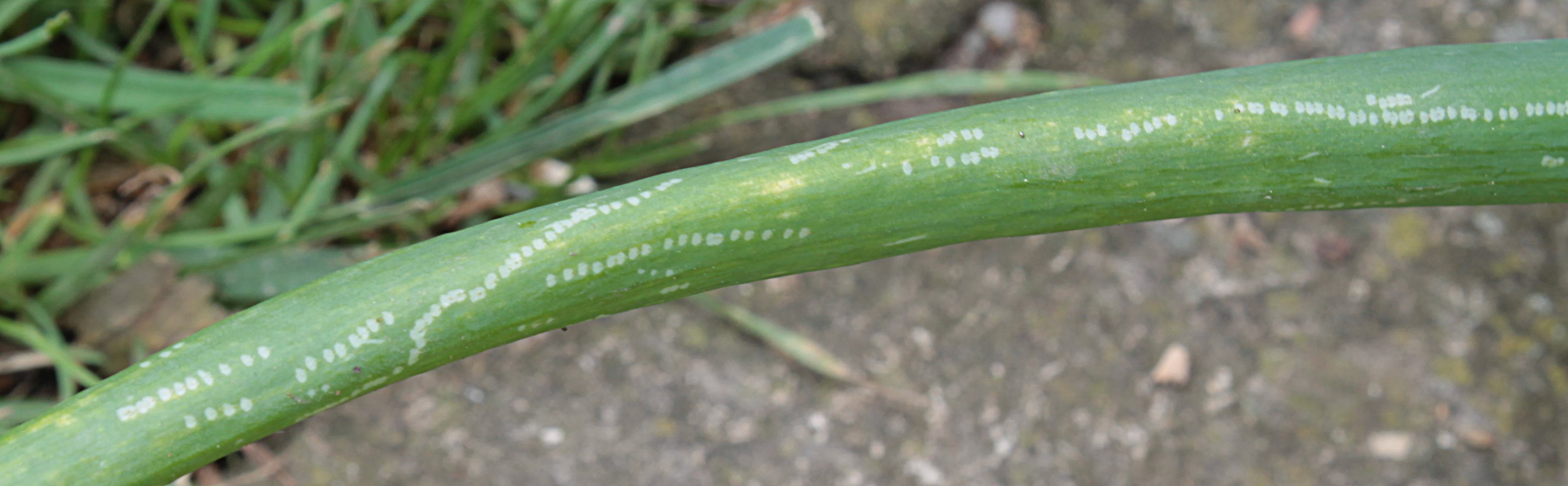
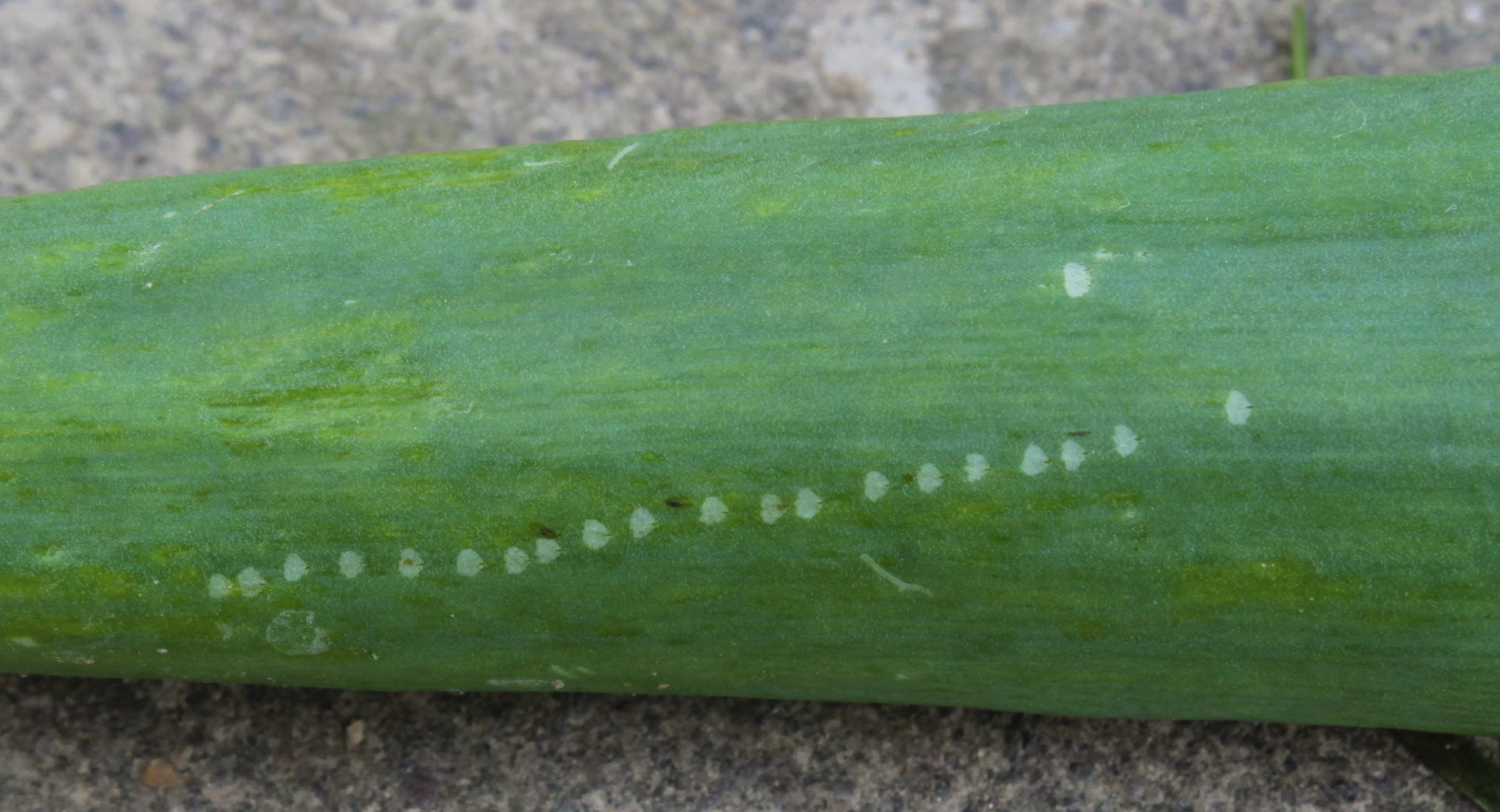
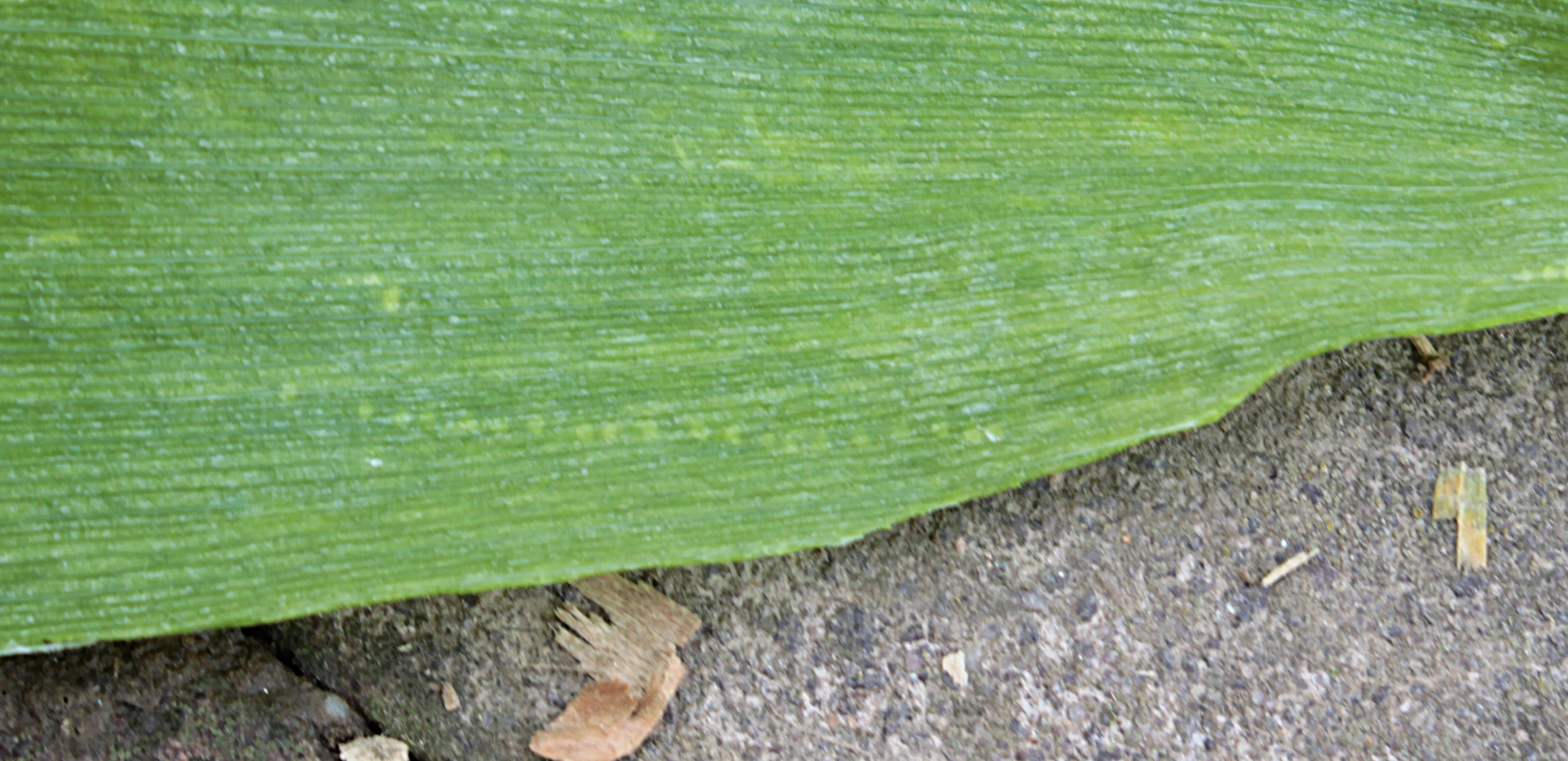
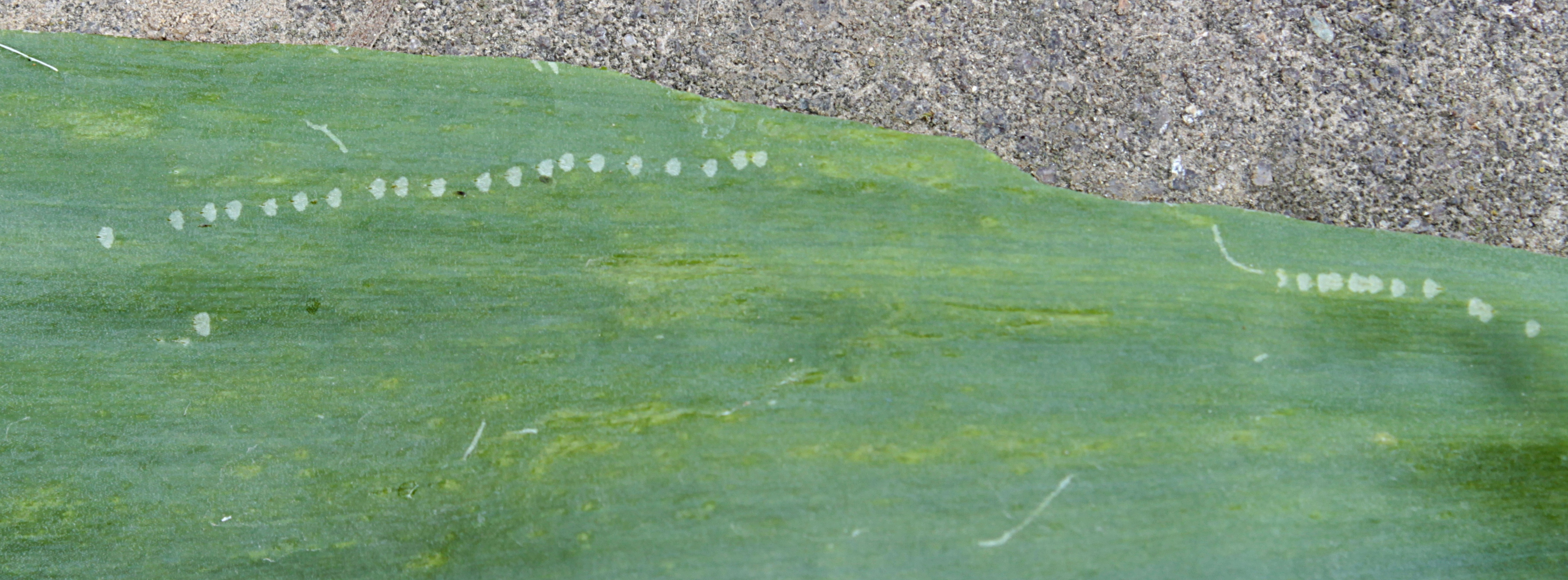